# Mathias Schober
Mathias Schober (8 de abril de 1976) es un exfutbolista alemán se desempeñaba como guardameta y su último club fue el Schalke 04, donde ha jugado gran parte de su carrera deportiva.

## Clubes
| Club             | País     | Año         |
| ---------------- | -------- | ----------- |
| FC Schalke 04    | Alemania | 1994 - 2000 |
| Hamburger SV     | Alemania | 2001        |
| FC Hansa Rostock | Alemania | 2001 - 2007 |
| FC Schalke 04    | Alemania | 2007 - 2012 |

## Palmarés
FC Schalke 04
- Copa de Alemania: 2011
- Copa de la UEFA: 1997